# 山口夏穂
山口 夏穂（やまぐち なつほ、1945年7月28日 - ）は、日本の女優。神奈川県出身。

## 人物・来歴
- 劇団新人会出身。
- 劇団朋友映画放送部所属。
- 特技∶日本舞踊、義太夫。
- 婦人の役から老婆の役まで、演じる役柄のレパートリーはかなり幅広い！。[要出典]

## 出演

### テレビドラマ
- がんばれ!レッドビッキーズ 第20話「ジュクの変身」（1978年5月26日、ANB）
- 土曜ワイド劇場（ANB）
  - 大東京四谷怪談（1978年9月2日）
  - 女弁護士朝吹里矢子2・天使の証言（1978年11月4日）
  - トラベル探偵シリーズ2・隅田川怪奇連続殺人（1990年8月18日）
  - エステサロン白い肌殺人事件1（1997年5月31日）
- 連続テレビ小説（NHK）
  - おしん（1983年） - 客
- 西部警察 PART-III 第11話「狙撃」（1983年6月26日、ANB）
- 生きて行く私（1984年、MBS）
- 私鉄沿線97分署（ANB）
  - 第10話「年忘れラストショー！」（1984年12月30日）
  - 第45話「UFO少年“ホシ”に接近!!」（1985年9月22日）
- 東海テレビ制作昼ドラマ（THK）
  - 愛の嵐（1986年）
- 花王 愛の劇場（TBS）
  - ああ家族 第22話（1987年） - 客
  - ああ結婚 第15話（1990年） - 近所の主婦
  - ママ走れ! 第3話（1992年）- 主婦
  - ひとり家族 第1話（1994年） - 新郎の母親
  - WHO!?（1997年）
  - パパ・レンタル中（1998年）
  - 再婚トランプ（1998年）
- 忠臣蔵・いのちの刻（1988年12月28日・年末時代劇スペシャル、TBS）
- 木曜ゴールデンドラマ（YTV）
  - 春一番！愛ふたつ（1989年1月5日）
- 説得 エホバの証人と輸血拒否事件（1993年3月22日・ドラマ特別企画、TBS）
- はぐれ刑事純情派 第9シリーズ 第20話「ナイフを捨てた女！ 母の似顔絵」（1996年8月21日、ANB）
- 月曜ドラマスペシャル（TBS）
  - 東京に殺された女（1996年10月7日）
  - 監察医薮野善次郎7・死体は知っている（1999年4月26日）
- はみだし刑事情熱系 第1シリーズ 第3話「殺人犯は花嫁の父」（1996年10月30日、ANB）
- 金曜エンタテイメント（CX）
  - 浅見光彦シリーズ3・唐津佐用姫伝説殺人事件（1996年11月22日）
  - 浅見光彦シリーズ9・斎王の葬列（1999年10月8日） - 長屋トメ
- ふぞろいの林檎たちIV（1997年、TBS）
- せいぎのみかた（1997年、YTV）
- 金のたまご（1997年、TBS）
- Days（1998年、CX）
- スウィートデビル 第3話「アイドル連続殺人事件」（1998年7月27日、ANB）
- 結婚前夜（1998年、NHK）
- 夜逃げ屋本舗 第1シリーズ 第7話「緊急事態発生!! 源氏の首に懸賞金!? 結婚詐欺師のワナで裏稼業バレる!!」（1999年2月24日、NTV）
- しくじり鏡三郎 第14話（1999年、NHK）
- 春の惑星（1999年4月2日・山田太一ドラマスペシャル、TBS）
- ラビリンス 第4話「愛と憎しみの限界」（1999年5月12日、NTV）
- 神経内科医匂坂俊介の事件カルテNo.1 ロックド・イン症候群（2004年4月7日、BSフジ）※1997年に制作され約7年間お蔵入りになって2004年に放送された作品

### 映画
- すばらしき臨終（1997年11月15日、FKD）
- チンピラ人生 むしむしころころ（1998年2月13日、東映ビデオ）
- リング2（1999年1月23日、東宝）

### 舞台
- 鯉女房（1986年4月19日 - 20日、青山劇場） - 魚たち
- グリークス（2000年9月5日 - 24日、渋谷シアターコクーン）
- 輝く午後の光に（2002年10月18日 - 20日、カメリアプラザ）
- 明日の幸福（2008年1月21日、藤枝市民会館ホール）
- 雨の夏、三十人のジュリエットが還ってきた（2009年5月6日 - 30日、渋谷シアターコクーン）
- 文七元結（2015年6月25日 - 28日、築地本願寺ブティストホール）
- 青と緑と茶色のおはなし・なんばんきつねつき（2018年6月14日 - 15日、せんがわ劇場）

### CM
- 丸美屋 有機野菜ふりかけ
- 十他素茶とうたすちゃ
- タフデント入れ歯快適フェア

### アニメ
- テガミバチ REVERSE（2010年、TX）

### 吹替
- ヒトラー 〜最期の12日間〜 - トラウドゥル・ユンゲ
- ER 第14話、第15話　 - ギント夫人
- デスパレートな妻たちシリーズ　 - キンスキー
- 名探偵モンク
- 北京バイオリン
- ホワイトハウス4
- 砂塵
- クローザー
- ハイジ
- イーグル・アイ
- ストーム・シティ
- アメリカン・ギャングスター
- アンナと王様